# Zdravko Zovko
Zdravko Zovko, född 25 maj 1955 i Kolibe Gornje, SFR Jugoslavien, är en kroatisk handbollstränare och tidigare handbollsspelare.
Som spelare var Zovko med och tog OS-guld 1984 i Los Angeles med Jugoslaviens landslag.

## Klubbar som spelare
- RK Medveščak (1972–1988)

## Tränaruppdrag
- Badel 1862 Zagreb (1990–1993)
- Kroatiens herrlandslag (1993–1995)
- RK Celje (1995–1998)
- Kroatiens herrlandslag (1999–2000)
- Badel 1862 Zagreb (1999–2000)
- Veszprém KC (2000–2007)
- Kroatiens damlandslag (2007–2008)
- ŽRK Podravka Koprivnica (2007–2010)
- TSV Lohr (2011)
- Zvezda Zvenigorod (2011–2013)
- Kroatiens herrlandslag (2013–2015, assisterande)
- SSV Bozen Loacker (2014–2015)
- Dunaferr NK (2015–2017)
- Győri ETO KC (2018–2020, assisterande)
- Siófok KC (2020–2021)